# Campanula creutzburgii
Campanula creutzburgii är en klockväxtart som beskrevs av Werner Rodolfo Greuter. Campanula creutzburgii ingår i släktet blåklockor, och familjen klockväxter.
Artens utbredningsområde är Kriti. Inga underarter finns listade i Catalogue of Life.